# Головний констебль

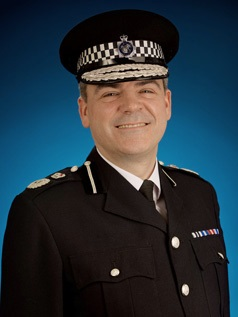
Головний констебль графства Західний Мідленд Дейв Томпсон, у однострої з відповідними знаками розрізнення

Головний констебль (англ. Chief constable) — це ранг, який має головний офіцер поліції поліцейських сил кожного з територіальних підрозділів в Великій Британії, крім Поліція Лондонського Сіті та Столичної поліції Лондона, а також головних офіцерів трьох спеціальних національних сил поліції (Британська транспортна поліція, міністерство оборонної поліції та Цивільна ядерна служба). Таке звання також займають головні офіцери поліції коронних володінь, поліції острова Мен, державної поліції бейлівіку Гернсі та державної поліції Джерсі. Це було також звання головного офіцера поліції Королівських парків, поки це агентство не було розпущено в 2004 році.
В усій Великій Британії та Коронних володінь на даний момент існує п'ятдесят головних констеблів. Вони складаються з головних офіцерів 37 територіальних підрозділів в Англії (без Лондона), чотирьох територіальних підрозділів в Уельсі, служби поліції Шотландії, служби поліції Північної Ірландії, трьох спеціальних національних сил та трьох коронних володінь.
Головні офіцери деяких поліцейських управліннях Канади також мають назву головного констебля. Головний офіцер поліції районів Акротирі і Декелія також має звання головного констебля.

## Історія
Назва походить від місцевих общинних констеблі XVIII століття. Констебль та констебльство були термінами, прийнятими в спробі встановити історичний зв'язок зі старими підрозділами — термін походить від латинського «come stabuli» (зберігач конюшні). Значна частина дебатів щодо поліцейської діяльності на початку ХІХ століття, коли в Сполученому королівстві були введені сучасні поліцейські сили, стосувалася побоювань, що нові сили можуть стати воєнізованими агентами центрального управління. Британські звання поліції, такі як інспектор та суперінтендант, були не відповідні армійським, лише сержанти поліції мають відповідність до військового звання, але і сам цей термін був дуже старий та не мав прямого відношення до військового звання.
Закон про поліцію графств 1839 року, надав графствам Англії та Уельсу можливість створити штатні поліцейські сили очолювані головними констеблями, які були призначений мировими суддями графств. Першим графством, яке здійснило це, було Вілтширське констебльство, де 28 листопада 1839 року головним констеблем став капітан Королівського флоту Самуель Мередіт. Інші графства дотримувалися цієї моделі, наприклад, у графстві Ессекс було призначено першого головного констебля 11 лютого 1840 року.
Спочатку більшою частиною поліцейських сил командував голова констеблів, хоча це звання було замінено головним констеблем у більшості поліцейських підрозділах наприкінці ХІХ століття та на початку ХХ століття, остаточно це звання було скасовано Законом про поліцію 1919 року. Наразі Ліверпульська міська поліція є єдиним поліцейським підрозділом, який зберіг його до наших часів.
Першою жінкою, яка отримала звання головного констебля, була Поліна Клер, призначена головним констеблем Ланкаширського констебльства 14 червня 1995 року.

## Знаки розрізнення

Знаки розрізнення головного констебля

Знаки розрізнення головного констебля констебльства Північної Ірландії

Населення районів, за які несуть відповідальність головні констеблі, коливається від декількох сотень тисяч до двох-трьох мільйонів людей. У головного констебля немає старшого офіцера.
Знаками розрізнення головного констеблю, є схрещені жезли у лавровому вінку, вище яких розміщується корона. Ці знаки розрізнення схожі на знаки британського генерал-лейтенанта. Також такі знаки розрізнення використовує помічник комісара в Столичній поліції.
Головному констеблю допомагають заступник головного констебля (DCC) та один або більше помічників головного констебля (ACC). Головний констебль, його заступник та помічники, спільно відомі як «начальники» підрозділу.
Знаки розрізнення поліції Північної Ірландії (з 2001 року), мають деякі відмінності, на погонах розміщено схрещені жезли у лавровому вінку, вище яких розміщено шестипроменеву ірландську поліцейську зірку, вище якої чотирипроменева зірка Лазні.

## Столична поліція
Поліція Лондонського Сіті та Столична поліція Лондона очолюються комісарами поліції, а не головними констеблями. Однак головний констебль був нижчим званням у столичній поліції, яке існувало між 1886 та 1946 роками.
У 1869 році відділення (дивізіони) столичної поліції було згруповано в чотири округи (дистрикти) і чотири нові офіцери були названі «дистриктними суперінтендантами» і які були призначені командувати ними, обіймаючи посаду між дивізійним суперінтендантом та двома помічниками комісару. Ці офіцери мали бути, як правило, військовими, державними службовцями або адвокатами і які були безпосередньо призначені до звання.
У 1886 році звання дистриктного суперінтенданта було перейменовано на головного констебля, оскільки було вирішено, що його можна плутати з дивізійними суперінтендантами. На відміну від своїх начальників, головні констеблі фактично були приведені до присяги констебля, звідси і назва. Пізніше був створений п'ятий головний констебль, Департаменту карного розшуку. З 1919 року звання головного констебля стало молодшим проти нового звання заступника помічника комісара.
У 1933 році округи (дистрикти) стали очолювати заступники помічників комісарів, а головні констеблі стали їх заступниками. У 1946 році звання було перейменовано заступника командера.
Знаки розрізнення головного констебля столичної поліції складалися з схрещених жезлів у вінку.